# Korea unter japanischer Herrschaft

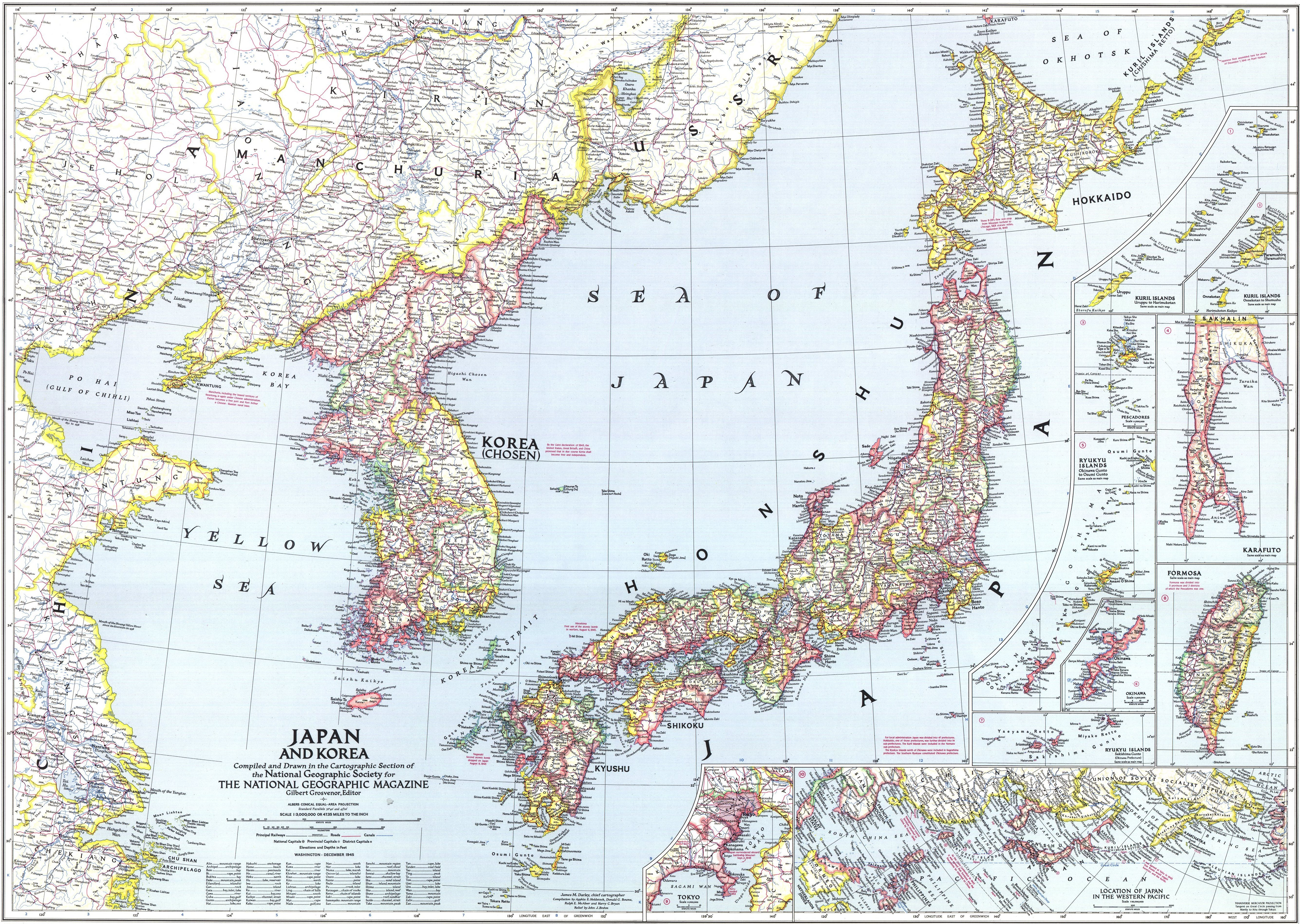
Karte Koreas und Japans aus dem National Geographic, 1945

Die japanische Besetzung Koreas, im Koreanischen als Ilje Gangjeomgi (일제강점기) bekannt, bezeichnet die Zeit von der formellen Annexion Koreas durch das Japanische Kaiserreich am 29. August 1910 bis zur Kapitulation Japans am 15. August 1945, die zur Befreiung Koreas führte. Aufgrund der Besatzung kam es letztendlich zu der darauffolgenden Spaltung Koreas.
Die japanische Besatzungspolitik in Korea ging über reine sozioökonomische Ausbeutung hinaus und verfolgte das Ziel der systematischen Auslöschung der koreanischen Identität. Instrumente dieser Politik waren die Manipulation der Geschichtsschreibung, die Unterdrückung des Gebrauchs der koreanischen Sprache und die Zerstörung des kulturellen Erbes. Der Schwerpunkt der japanischen Kolonialpolitik lag bewusst und gezielt auf psychologischen und kulturellen Aspekten. Mit den „Verordnung Nr. 19“ von 1939 wurde die zwangsweise Umbenennung der Bevölkerung in japanische Namen (創氏改名, Sōshi-kaimei) eingeleitet. Koreaner sollten dabei gleichzeitig, entgegen der formellen legalen Gleichberechtigung, als diskriminierte Unterklasse Japan Arbeitskraft und Zwangsrekruten liefern. Die „Chōsen Bildungsverordnung“ (朝鮮教育令, Chōsen Kyōiku Rei) von 1911 schuf ein getrenntes und kürzeres Bildungssystem für Koreaner, das sich auf Grundfertigkeiten und Loyalität gegenüber Japan konzentrierte. Spätere Revisionen, insbesondere die Dritte „Chōsen Bildungsverordnung“ (1938) und die Vierte „Chōsen Bildungsverordnung“ (1943), schrieben Japanisch als alleinige Unterrichtssprache („Kokugo“ – Nationalsprache) vor, verboten den Unterricht der koreanischen Sprache und intensivierten die Kaiserverehrung sowie die militaristische Indoktrination, mit dem Ziel, die koreanische Jugend vollständig zu assimilieren.
1938 wurde das „Gesetz zur nationalen Mobilmachung“ (国家総動員法, Kokka Sōdōin Hō) als Rechtsgrundlage für die Massenrekrutierung koreanischer Arbeitskräfte auf Korea ausgeweitet. Unter verschiedenen auf diesem Gesetz basierenden Erlassen (wie der Verordnung zur nationalen Dienstverpflichtung – 国民徴用令, Kokumin Chōyō Rei) wurden Millionen Koreaner zwangsmobilisiert, um unter härtesten Bedingungen in Minen, Fabriken und auf Baustellen in Japan, Sachalin und anderen Teilen des Reiches zu arbeiten, was zu immensem Leid und Tod führte. Es ebnete auch den Weg für die militärische Zwangsrekrutierung.
Unter Berufung auf gemeinsame Abstammung argumentierten Japans Behörden, der Zwang für Koreaner zur Annahme japanischer Namen, Sprache und Götterverehrung – einschließlich des Kaisers als Nachkomme der Sonnengöttin Amaterasu, einer angeblich gemeinsamen Ahnin – sei keine kulturelle Fremdbestimmung, sondern eine „Rückkehr“ zu gemeinsamen Wurzeln. Diese Ideologie sollte die Auslöschung koreanischer Eigenständigkeit legitimieren, die Naisen-Ittai-Politik („Japan und Korea als ein Körper“) als natürlich und unausweichlich darstellen und rechtfertigte so die Unterdrückung koreanischer Identität und Unabhängigkeit.
Die Tatsache, dass die japanischen Besatzer die Existenz einer von den Japanern separaten koreanischen Ethnie von vornherein nicht anerkannten und die Annexion Koreas lediglich als rechtliche Eingliederung in den japanischen Staat – und nicht als Kolonisierung – betrachteten, findet bis heute Nutzung als Gegenargument für die Kategorisierung der Besatzungspolitik als kulturellen Völkermord.
Die Besatzung verhinderte die Modernisierung Koreas, 1945 eines der ärmsten Länder der Erde, und brachte gesellschaftliche Entwicklungen zum Stillstand. Aufgrund der Beteiligung Japans im Zweiten Weltkrieg kam es zur Besetzung durch die siegreichen Alliierten und der entstehenden Teilung des Landes. Die traumatischen Erlebnisse der Besatzung und die heutige Vertuschung bzw. geschichtsrevisionistischen Darstellung von begangenen Verbrechen durch die nationalistisch tendierenden, LDP-geführten Regierungen Japans sind bis heute eines der Hauptgründe für die schlechten Beziehungen zwischen den beiden Ländern.

## Name
In Korea wird die Periode als Zeit der japanischen Besatzung (일제강점기, 日帝強占時期, Ilje Gangjeomgi) bezeichnet.
Weitere Namen sind Japanische Kaiserzeit (일제시대, 日帝時代, Iljesidae), Japanische Besatzungszeit (왜정시대, 倭政時代, Waejeongsidae), Japanische Besetzung (왜정, 倭政, Waejeong), Zeit der japanischen Herrschaft (왜치시대, 倭治時代, Waechisidae) und Japanische Herrschaft (왜치, 倭治, Waechi).
In Nordkorea wird sie offiziell ebenfalls als die Zeit der japanischen Besatzung bezeichnet (일제강점기). In Japan wird sie als Korea unter Japanischer Herrschaft (japanisch: 日本統治時代の朝鮮) oder als Koreanisch-Japanische Besetzung (japanisch: 朝鮮日治期) bezeichnet.

## Vorgeschichte bis zur Annexion Koreas

### Spätes 19. Jahrhundert
Die Behauptung, dass die Bewohner der japanischen Inseln Nachfahren von Einwanderern von der koreanischen Halbinsel seien, existiert seit der Edo-Zeit. Der konfuzianische Gelehrte und Politiker der Edo-Zeit, Arai Hakuseki (新井白石), vertrat die These: „Die Vorfahren unseres Landes (Japan) kamen aus Mahan“, und mutmaßte, dass „die Kumaso (熊襲) und Goguryeo demselben Volk angehören könnten“. In den proto-nationalistischen Interpretationen der Kokugaku-Schule (国学), etwa durch Hirata Atsutane (平田篤胤), wurden das Kojiki (古事記) und das Nihonshoki (日本書紀) herangezogen, um auf der Grundlage der Shinkoku-shugi (神国主義, „Ideologie des göttlichen Landes“) die These zu untermauern, dass „Japan und Korea seit der Antike in enger Beziehung standen und Japan eine dominierende Position innehatte“.
Am 28. Juni 1868 wurde eine japanische Delegation gebildet, um Korea über die Wiederherstellung der japanischen Monarchie zu informieren; diese traf am 19. Dezember desselben Jahres in Dongnae ein. Die koreanische Führung weigerte sich jedoch 1870, auf den Brief der Meiji-Regierung zu antworten (bekannt als 朝鮮-日本國書拒否, „Joseons Ablehnung des japanischen Staatsschreibens“), mit der Begründung, dass die japanische Seite gegen diplomatische Gepflogenheiten verstoßen habe. Korea war zudem nicht bereit, seine seit dem 17. Jahrhundert verfolgte Isolationspolitik zu beenden. Im Zuge der Meiji-Reformen wurde in Japan 1873 erstmals von Militaristen die Seikan-Theorie (jap.: 征韓論) entwickelt, die auf eine militärische Unterwerfung Koreas abzielte und mit der mit der Sonnō-jōi-Bewegung (尊王攘夷) verbunden war. Die Befürworter der Seikan-Theorie wie Saigo Takamori wurden jedoch mit dem Zwischenfall des 6. Jahres von Meiji (明治六年政変) zum Rücktritt gezwungen.
Außenpolitisch unterhielt Korea Tributbeziehungen zum Kaiserreich China unter der Qing-Dynastie, die für ausländische Staaten aufgrund der konfuzianischen Weltanschauung eine Vorbedingung für den Erhalt diplomatische Beziehungen zum Kaiserreich China gewesen sind. Japanische Politiker des späten 19. Jahrhunderts sahen Korea als einen strategisch notwendigen Ausgangspunkt für weitere territoriale Expansion, waren sich jedoch darüber im Klaren, dass sie zu diesem Zeitpunkt militärisch unmöglich war.

### Öffnung des Landes
1866 unternahmen Frankreich und 1871 die Vereinigten Staaten zwei erfolglose Strafexpeditionen gegen die Joseon-Dynastie Koreas. 1876 erzwang Japan durch Entsendung von Kriegsschiffen in die Mündung des Han-Flusses, der zur Hauptstadt Seoul führte, den Vertrag von Ganghwa. Das „Einsiedlerkönigreich“ Korea wurde für die japanische Wirtschaft geöffnet und diplomatische Beziehungen zwischen beiden Staaten wurden aufgenommen. Aufgrund wirtschaftlicher und sozialer Missstände, die durch die Präsenz von japanischen und chinesischen Händlern verursacht wurden, kam es 1894 zu Aufständen der sozialrevolutionären Sekte Donghak, die zuerst an den König appellierte, gegen die jedoch von der Regierung Hilfe aus der Qing-Dynastie gerufen wurde, wobei es zu ersten Zusammenstößen japanischer und chinesischer Truppen kam. Nach der Niederlage Chinas im Ersten Chinesisch-Japanischen Krieg wurde 1895 der Friedensvertrag von Shimonoseki geschlossen. Artikel 1 stipulierte die Beendigung von Chinas traditionellen, philosophisch-religiös motivierten Tributbeziehungen mit Korea.
1894 besetzten japanische Streitkräfte den Königspalast in Seoul, den Gyeongbokgung-Palast. Der koreanische Hof war in zwei Hauptfraktionen gespalten, einerseits die konservative Aristokratie, andererseits Reformer, die das Land mit Hilfe westlicher und japanischer Unterstützung modernisieren wollten. Zwischen Juli 1894 und Februar 1896 wurden eine Reihe an Reformen zur Modernisierung des Landes durchgeführt, die heute als Gabo-Reformen bezeichnet werden, unter anderem die Abschaffung konfuzianischer Staatsprüfungen, die Abschaffung der Leibeigenschaft, die Einführung des Silberstandards, die Implementierung einheitlicher Maßeinheiten sowie die Einführung des deutschen Zivilrechts.

### Kaiserreich Korea
Auf direkten Befehl von Miura Gorō, der 37 Tage zuvor als Gesandter nach Korea geschickt worden war, drang am frühen Morgen des 8. Oktober 1895 eine Einheit aus japanischen Diplomaten, Konsulatspolizei, Berichterstattern und Zivildienstbeamten (낭인배, Rou-nin) in den Gyeongbokgung-Palast ein und tötete Königin Min und zwei ihrer Hofdamen. Die Leiche wurde in einen nahen Wald gebracht, mit Benzin übergossen und verbrannt. Die japanische Regierung stritt jegliche Beteiligung ab und rief eine Medienkampagne ins Leben, um den innenpolitischen Gegner Daewongun zu beschuldigen, während alle beteiligten japanischen Staatsbürger freigesprochen wurden. König Gojong wurde anschließend gezwungen, einigen pro-japanischen Politikern wichtige Regierungsämter zu übergeben. Am 11. Februar 1896 suchten Gojong, seine neue Ehefrau, die Prinzessin Eom Sunheon, und der Kronprinz Sunjong in der russischen Botschaft Schutz, die er erst nach zwei Jahren mit Unterstützung einer Volksbewegung für die Wiederherstellung der koreanischen Souveränität wieder verlassen konnte. 1897 wurde das Kaiserreich „Daehan“ proklamiert, wodurch die 505-jährige Joseon-Dynastie offiziell beendet wurde.
Im Gefolge des Russisch-Japanischer Krieges, in dem Japan Seoul besetzte und mit Heer und Flotte von koreanischen Stützpunkten aus insbesondere gegen die Mandschurei operierte, verließ China entsprechend dem der unter Vermittlung des US-Präsidenten Theodore Roosevelt geschlossenen Vertrag von Portsmouth die Mandschurei und Russland akzeptierte Korea als japanisches Interessengebiet. Am 17. November 1905 wurde in Tokio die Unterschrift der koreanischen Delegation zu einem Vertrag durch Raub des Siegels des koreanischen Außenministers gewaltsam erzwungen; dieser Vertrag machte Korea zu einem japanischen Protektorat: Das koreanische Herrscherhaus wurde in die japanische Kaiserfamilie mit „gegenseitigem Nachfolgerecht“ integriert; hinter der koreanischen Regierung stand die japanische Verwaltungsdelegation des Generalgouverneurs Terauchi Masatake. Eine Klage von Gojong vor dem internationalen Gerichtshof wurde mit der Begründung abgewiesen, er besitze keine Souveränitätsrechte.

## Übernahme

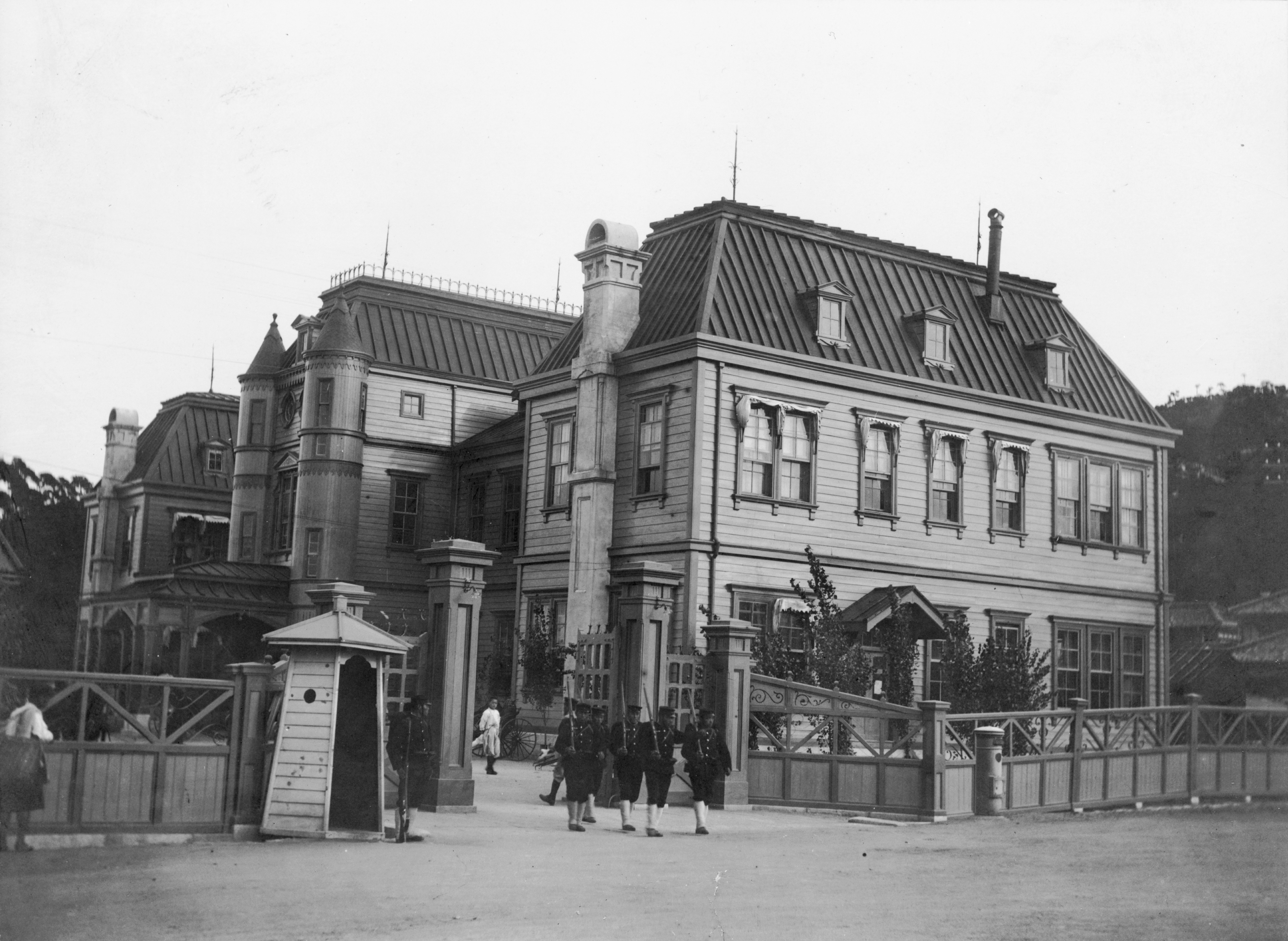
Sitz des Generalresidenten

Flagge des Generalresidenten

Am 22. August 1910 zwang die japanische Regierung Gojong zurückzutreten, und zwar unter Berufung auf das Attentat auf den japanischen Generalresidenten Itō Hirobumi am 26. Oktober 1909.
Am 4. September 1909 übertrug Japan im Gando-Abkommen die Grenzprovinz Gando (chin.: Jiandao) gegen den Rechtsanspruch des Kaiserreichs Korea an das Qing-Reich Chinas.

### Besatzungsverwaltung Chōsen
| Ära der Provinz Chōsen    | Ära der Provinz Chōsen                    |
| ------------------------- | ----------------------------------------- |
|                           |                                           |
| Japanischer Name der Ära  |                                           |
| Kanji                     | 日本統治時代の朝鮮                        |
| Hepburn                   | Nippon Tōchi-jidai no Chōsen              |
| Übersetzung               | Korea zur Zeit der japanischen Herrschaft |
| Koreanischer Name der Ära |                                           |
| Hangeul                   | 일제강점기                                |
| Hanja                     | 日帝強占期                                |
| R.R.                      | Ilje Gangjeomgi                           |
| M.R.                      | Ilche Kangchŏmki                          |
| Übersetzung               | Zeit der japanischen Besatzung            |

Am 29. August 1910 kam Korea unter japanische Militärbesatzung und wurde mit dem Namen Chōsen (japanisch 朝鮮 Chōsen, koreanisch 조선 Joseon) formell annektiert. Der neue Generalgouverneur wurde formell als oberster militärischer Befehlshaber installiert und führte per Dekret sowohl die exekutive als auch die legislative Funktion in der neuen Regierung aus.
Mit der Annexion machte Japan seine territorialen Ansprüche auf koreanisches Gebiet geltend. Erst nach der Kapitulation 1945 gelangten die betreffenden Inseln (beispielsweise die traditionell unbewohnten Liancourt-Rocks) zurück in den Besitz von Korea.
| Koreanischer Name | Japanischer Name | Hanja/Kanji |
| ----------------- | ---------------- | ----------- |
| Chungcheongbuk-do | Chūsei-hokudō    | 忠清北道    |
| Chungcheongnam-do | Chūsei-nandō     | 忠清南道    |
| Gangwon-do        | Kōgen-dō         | 江原道      |
| Gyeonggi-do       | Keiki-dō         | 京畿道      |
| Gyeongsangbuk-do  | Keishō-hokudō    | 慶尚北道    |
| Gyeongsangnam-do  | Keishō-nandō     | 慶尚南道    |
| Hamgyeongbuk-do   | Kankyō-hokudō    | 咸鏡北道    |
| Hamgyeongnam-do   | Kankyō-nandō     | 咸鏡南道    |
| Hwanghae-do       | Kōkai-dō         | 黄海道      |
| Jeollabuk-do      | Zenra-hokudō     | 全羅北道    |
| Jeollanam-do      | Zenra-nandō      | 全羅南道    |
| Pyeonganbuk-do    | Heian-hokudō     | 平安北道    |
| Pyeongannam-do    | Heian-nandō      | 平安南道    |

Die Transkription in die lateinische Schrift wurde auf offiziellen Dokumenten durch die japanische Lesung ersetzt.

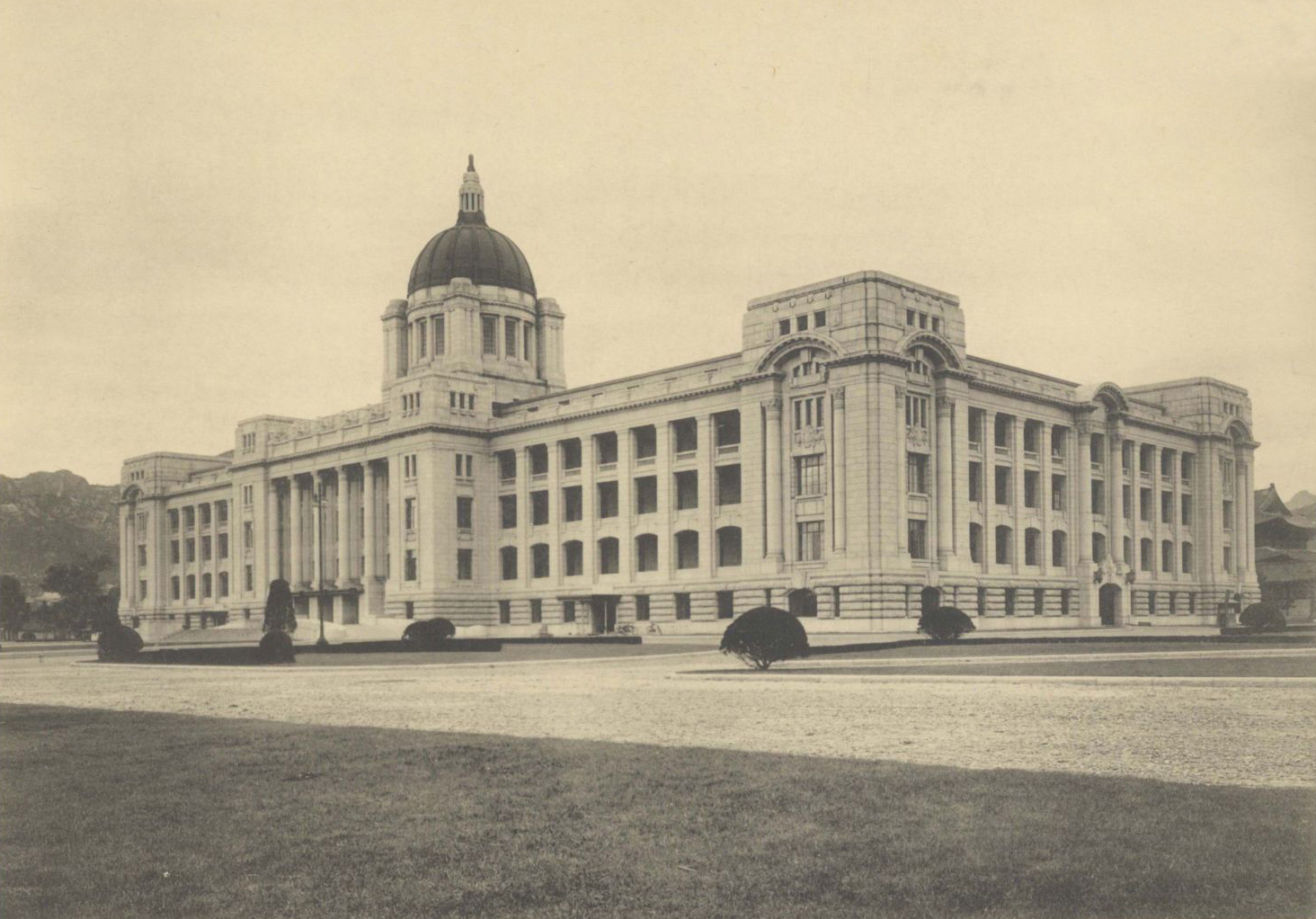
Sitz des Generalgouverneurs in Keijō

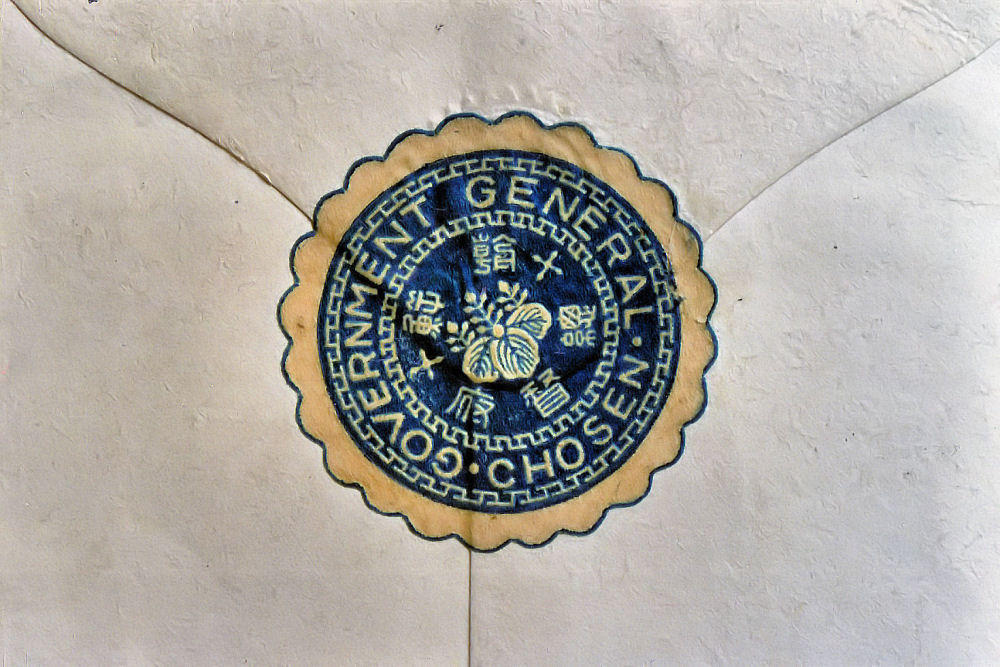
Briefumschlag mit dem Siegel des Generalgouvernements Chōsens

International präsentierte Japan die Situation als eine Staatenunion, nach der Korea seit 1910 integraler und dementsprechend gleichberechtigter Bestandteil von Japan sei. Jedoch gehörte nur ein einziger Koreaner dem japanischen Oberhaus an (1944), im gleichen Jahr wurde ein einziger Koreaner Mitglied des Abgeordnetenhauses. 54 Koreaner gehörten der Verwaltung des Generalgouverneurs in Korea an.

## Besatzungszeit
Korea wurde als landwirtschaftliches Hinterland Japans zielgerichtet ausgebaut und ausgebeutet: Eisenbahnlinien wurden errichtet, um den rohstoffreichen Norden und den für agrarische Nutzung vorgesehenen Süden zu erschließen. Viele Koreaner verlassen ihr Land in Richtung China, Hawaii und auch Japan.
Nach dem Tod des letzten Kaisers Gojong im Januar 1919 kam es zu landesweiten Unruhen, die in der Erklärung der Unabhängigkeit durch die Bewegung des 1. März gipfelten, an der nach nur wenigen Tagen zwischen 800.000 und zwei Millionen Menschen teilnahmen. Unmittelbar nach der Verlesung der Unabhängigkeitserklärung wurden die größtenteils friedlichen Proteste blutig niedergeschlagen. Laut offiziellen Berichten wurden 553 Menschen getötet und 185 verletzt. Heutigen Schätzungen sprechen von 798 bis hin zu 7509 Toten. Nachrichten über die Aufstände und die Gewaltakte wurden durch den japanischen Staatsapparat unterdrückt und Zeitungen wurden zensiert. International gab es wenig Unterstützung für die Proteste, außer vereinzelt in Zeitungen und politischen Organisationen.
Doch sah sich die Besatzungsmacht zu Zugeständnissen genötigt: So wurde im August 1919 mit Admiral Saito Makoto ein neuer Generalgouverneur ernannt, der sich für den Schutz koreanischer Kultur und Sitten aussprach und ankündigte, der Wohlfahrt und dem Glück der Koreaner dienen zu wollen. Vorübergehend wurde die koreanische Sprache wieder als Unterrichtssprache zugelassen und einige Koreaner wurden an der Verwaltung des neuen Generalgouverneurs beteiligt. Andererseits wurden die (japanische) Polizei massiv um 10.000 Mann und die Präsenz von Japanern insgesamt von 346.000 (1920) auf 424.700 (1925) ausgebaut; 1906 waren nur 39.000 Japaner in Korea, auch 1910 war die Zahl mit 171.543 recht gering, stieg dann aber konstant an: bis 1930 auf 527.016 und bis 1935 auf 619.000.
Im April 1919 wurde in Shanghai unter Mitwirkung von Syngman Rhee eine koreanische Exilregierung gegründet. Nur die II. Internationale ergriff mit einer Resolution der Konferenz in Luzern vom 2.–9. August 1919 Partei für das vergewaltigte koreanische Volk und forderte den Völkerbund auf, Korea als Mitglied aufzunehmen. Am 11. Dezember 1941 erklärte diese Exilregierung Japan den Krieg und kämpfte mit ihrer Koreanischen Restaurationsarmee von China aus mit den Alliierten.

### Kulturelle Unterdrückung

#### Motivation für die Assimilierungspolitik

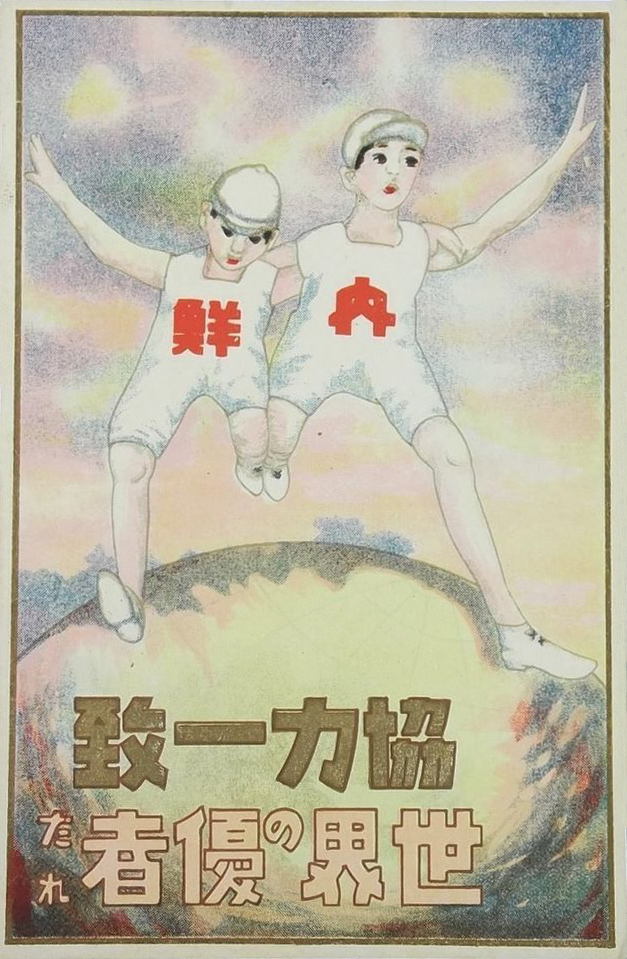
"Zusammenarbeit und Einheit. Meister der Welt." Japanisches Propagandaposter der 1920er zur Unterstützung der Japanischen (內/rechts) und Koreanischen (鮮/links) Vereinigung.

In der japanischen Gesellschaft, insbesondere unter konservativen Intellektuellen, war die Haltung gegenüber Koreanern stark von der pseudoakademischen Rassentheorie des sogenannten Nissen Dōsoron (japanisch 日鮮同祖論; wörtlich: „Theorie zur Japanisch‑Koreanischen Gemeinsamen Abstammung“) geprägt. Dieser Hypothese zufolge sollten die koreanischen und japanischen Völker in einer „geschwisterlichen Beziehung“ (兄・弟; ani-otōto) zueinander stehen und eine gemeinsame Abstammung von den mythologischen Vorfahren Susanoo (Koreaner) und Amaterasu (Japaner) haben. Aus der Sicht der japanischen Besatzungsmacht waren Koreaner schon immer Japaner, nur wussten sie es noch nicht.
Auch in der modernen Geschichtsschreibung, die sich nach der Übernahme europäischer Methoden entwickelte, wurden bestehende Thesen weiterverfolgt. So legte Hoshino Hisashi (星野恒) in seiner Abhandlung von 1890 („本邦ノ人種言語ニ付鄙考ヲ述テ世ノ真心愛国者イ質ス“) auf Grundlage einer positivistisch deklarierten Auslegung des Kojiki und Nihonshoki dar, dass die Vorfahren der kaiserlichen Familie Könige aus Silla gewesen seien, die von der koreanischen Halbinsel kommend „Japan entdeckten“ (本州ヲ発見). Seiner Darstellung zufolge hätten sich diese „kaiserlichen Vorfahren“ zunächst in der heutigen Region Shimane (島根) niedergelassen, ihre Macht in die Kinki-Region (近畿) ausgedehnt und im Zuge des Jimmu-Ostfeldzugs (神武東征) die Ureinwohner der japanischen Inseln unterworfen. Anschließend hätten sie ein Reich gegründet, das um die zur Sonnengöttin erhobene Amaterasu zentriert war. Weiterhin postulierte er, Susanoo sei ein König von Silla gewesen, der auch nach der Eroberung der japanischen Inseln zwischen der Halbinsel und dem Inselreich verkehrte. Eine spätere Verschlechterung des Verhältnisses zwischen Susanoo und Amaterasu habe dazu geführt, dass die Seite der Halbinsel eine Rebellion der Kumaso unterstützte, was die Trennung von Halbinsel und Inselreich zur Folge hatte. Zwar seien Korea und Japan durch die Invasion der Halbinsel durch Kaiserin Jingū und die Unterwerfung der Kumaso vorübergehend wiedervereinigt worden, doch eine Rebellion Sillas und dessen Bündnis mit der Tang-Dynastie hätten in der Schlacht von Hakusukinoe zur Niederlage von Baekje und Wa (Japan) und schließlich unter Kaiser Tenji zum vollständigen Verlust der Halbinsel geführt. Hoshino beklagte dies als „empörend und bedauerlich“ (憤慨歎惜) und legitimierte auf dieser Basis Toyotomi Hideyoshis Invasion Koreas als verdiente Vergeltung. Seine Schlussfolgerung war, dass die kaiserliche Familie die rechtmäßige Herrscherin über die koreanische Halbinsel sei, Halbinsel und Inselreich ursprünglich ein Land bildeten und Koreaner wie Japaner sprachlich und ethnisch eng verwandt seien, weshalb eine Wiederangliederung der Halbinsel an das kaiserliche Territorium gerechtfertigt sei. Andere, wie Kida Sadakichi (喜田貞吉), forderten: „Die Koreaner müssen sich schnell dem japanischen Volk assimilieren und zu ebenso loyalen Untertanen Seiner Majestät des Kaisers werden.“ In seinen Werken behauptete er, dass die japanische und die koreanische Bevölkerung als „gemischte Rasse“ (Kongō Minzoku) von einem gemeinsamen Ursprung abstammen, wobei jedoch der japanische Zweig einen fortgeschritteneren Entwicklungsstand und Rassenreinheit erreicht habe.
Auch in der Linguistik gab es Bestrebungen, die Nissen Dōsoron zu untermauern. Kanazawa Shōzaburō (金沢庄三郎), einer der frühen Forscher der koreanischen Sprache, behauptete in seinem Werk „日韓兩言語同系論“ (Theorie der gemeinsamen Abstammung der japanischen und koreanischen Sprache): „Die koreanische Sprache gehört demselben System wie die Sprache unseres Großjapanischen Kaiserreichs an und ist nicht mehr als ein Zweig unserer Landessprache, ähnlich dem Verhältnis zwischen den Ryūkyū-Dialekten und unserer Landessprache (Japanisch)“. Diese Lehre erlangte weitreichende Bekanntheit, und der Titel seines späteren Werkes, Nissen Dōsoron (日鮮同祖論), prägte den Begriff selbst maßgeblich.
In einer Rede im Februar 1944 machte Generalgouverneur Koiso Gebrauch von Aussagen aus der Nihon Shoki, um die Japanisch-Koreanische Vereinigungskampagne zur Auslöschung der Koreanischen Sprache, Kultur und ethnischen Identität zu rechtfertigen. Koiso war als fanatischer Anhänger von Meister Imaizumi Teisuke bekannt, der der vorrangige Shinto-Theologe und das spirituelle Oberhaupt des Japanischen Kaiserreichs gewesen war. Die Niederschriften der Nihon Shoki wurden dementsprechend meist als absolute Wahrheit betrachtet. In seiner Rede behauptete Koiso, dass alle Koreaner Nachkommen des Gottes Susanoo-no-mikoto seien, des jüngeren Bruders von Amaterasu, der Sonnengöttin, die die Vorfahrin des Kaisers und der japanischen Nation sei. Laut dem Nihon Shoki, der Shinto-Bibel, wurde Susanoo-no-mikoto von seinem Vater nach Korea geschickt, um dort Herrscher zu werden, und Koiso vertrat die Auffassung, dass Susanoo-no-mikoto dieselbe Person wie Dangun, der mythische Gründer Koreas, sei. Susanoo soll zusammen mit seinem Sohn Isotakeru aus der Welt der Götter nach Korea hinabgestiegen sein.
Koiso deutete auch an, dass sich Ōkuninushi, ein Sohn von Susanoo-no-mikoto (der jüngere Bruder), Ninigi, einem Enkel der Sonnengöttin (der älteren Schwester) untergeordnet habe, indem er eine „göttliche Übergabe des Landes“ kuni-yuzuri (国譲り) durchführte, womit der der Präzedenzfall geschaffen worden sei, wonach die Nachkommen des jüngeren Bruders (d. h. das koreanische Volk) den Nachkommen der älteren Schwester (d. h. dem japanischen Volk) untertan seien. Koiso behauptete, dass die Annexion Koreas im Jahr 1910 kein Zufall sein könne und dieselbe „göttliche Übergabe des Landes“ war, die am Ende der Ära der Götter durchgeführt wurde. Koiso war dafür bekannt, sich mit den Phrasen „Kennt euch selbst!" und „Kennt eure wahre Natur!“ an die Koreaner zu wenden. Er hinterfragt in seiner Rede, warum Koreaner als ethnische Gruppe tausende Jahre unabhängig und völlig verschieden von anderen Völkern existiert haben.
Die Rede verdeutlichte, dass die japanisch-koreanische Vereinigung niemals bedeuten sollte, dass die assimilierten Koreaner den Japanern gleichgestellt wären. Stattdessen würden die Koreaner den Japanern gemäß dem Präzedenzfall der „göttlichen Übergabe des Landes“, die in mythologischen Zeiten stattfand, untergeordnet bleiben. Dies entspricht auch den Analogien des Shinto-Gelehrten Imaizumi Teisuke, der die japanisch-koreanische Vereinigung mit einer ungleichen Frau-Mann-Beziehung, Eltern-Kind-Beziehung oder einer Reiter-Pferd-Beziehung vergleicht.

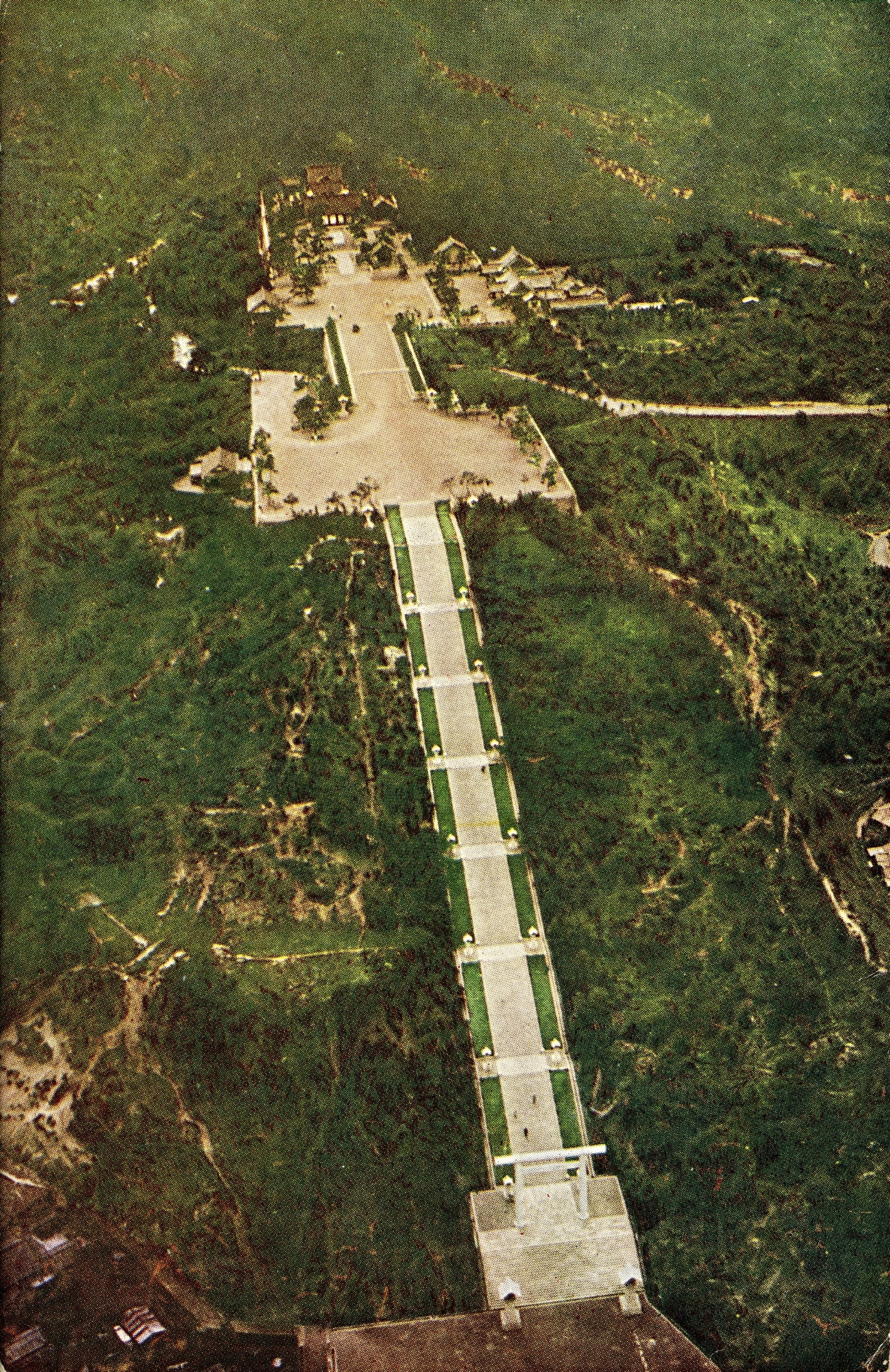
Luftbild des Chōsen-Schreins

Dieser religiöse Fanatismus erklärt auch andere Dinge, die nicht so leicht durch kalte, berechnende Logik erklärt werden können. Zum Beispiel ist es unverständlich, warum das Regime wertvolle Arbeitskräfte und Ressourcen abzweigte, um mitten in einem verzweifelten Krieg Hunderte von Shinto-Schreinen in ganz Korea zu bauen. Dies war offenbar Teil eines Versuchs, die göttlich verordnete „rituelle Übergabe“ zu vollenden, bei der die vollständige Unterordnung der Nachkommen von Susanoo-no-Mikoto unter den Kaiser, den Nachkommen der Sonnengöttin, das Unheil, das die USA und Großbritannien darstellten, beenden sollte.
Das Regime hoffte, dass die gewaltsame Umerziehung der Koreaner ihnen helfen würde, sich an ihre „wahre Natur“ zu erinnern und als echte Japaner zu „erwachen“, um ihr göttlich verordnetes Schicksal zu erfüllen.
Nominell auf legaler Ebene wurde „koreanischstämmigen Japanern“ die gleichen politischen Rechte wie japanischstämmigen Japanern gewährt, unter anderem auch ein japanischer Pass. Faktisch wurden den Koreanern die grundlegenden Rechte verwehrt, etwa das Recht auf Versammlung und Organisation, Redefreiheit und eine unabhängige Presse. Alle koreanischen Zeitungen und Magazine mussten 1910 ihr Erscheinen einstellen, es verblieben neben einer koreanischsprachigen eine englische und ein paar japanische Zeitungen, die von der Provinzregierung unter Zensurvorbehalt herausgegeben wurden.
Japan hatte langfristig vor, Koreaner wie die Ainu und die Okinawer vollständig zu zwangsassimilieren.
Koreanisch ist nach heutigen Kenntnissen phylogenetisch unverwandt mit anderen Sprachen.

#### Besatzungszeit
Die Japanisierung wurde mit aller Macht vorangetrieben: Im kulturellen Bereich wurde zu Beginn der Besatzung die traditionelle konfuzianische Schulausbildung verboten, hunderte privater Schulen wurden geschlossen, koreanische Schulbücher verboten und das japanische Schulsystem eingeführt. Die japanische Sprache wurde alleinige Unterrichts- und Amtssprache, Zeitungen eingeschlossen. Selbst der häusliche und private Gebrauch des Japanischen wurde überwacht. Die koreanische Tracht, der Hanbok, wurde verboten. Ab 1940 wurden koreanische Namen zwangsweise japanisiert und die Staats-Shinto als Religion eingeführt, um den üblichen Ahnenkult zu ersetzen. Der Lunisolarkalender wurde durch den in der westlichen Welt üblichen gregorianischen Kalender ersetzt.
Die japanische Besatzungsmacht verbot die traditionellen privaten Bildungseinrichtungen wie die Seowon und christliche Missionsschulen, die den Menschen zuvor Zugang zu Bildung erlaubt haben. Nach der Bildungsverordnung von 1911 gab es zunächst ethnisch getrennte Schulen, 1922 wurde die Regelung in eine Unterteilung nach Muttersprache geändert, was jedoch im Endeffekt dasselbe bedeutete. 1938 wurde die Trennung nach Ethnie aufgehoben. Artikel 8 der Bildungsverordnung von 1911 setzte folgendes fest: „Achte auf die körperliche Entwicklung, unterrichte die Nationalsprache, vermittle die moralische Erziehung und kultiviere den Charakter der Nation...“ 「身体の発達に留意し国語を教え徳育を施し国民たるの性格を養成…」. Mit der „Nationalsprache Koreas“ ist Japanisch gemeint. Japanisch wurde 1915 zur alleinigen Unterrichtssprache in Schulen.

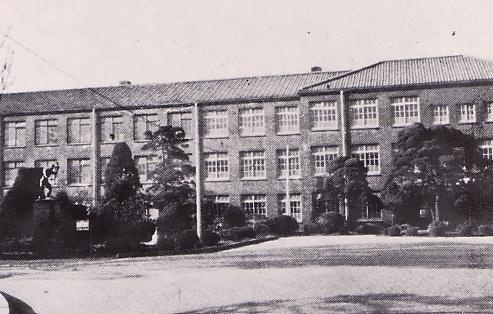
Die damalige Mädchen-Normalschule in Keijō

Die Alphabetisierungsrate stagnierte während der gesamten Besatzung bei etwa 20 % und die Japaner hinterließen sie 1945 bei 22 %, da nie die Grundschulpflicht eingeführt wurde und die Bildungsinfrastruktur stark vernachlässigt wurde. Sie stieg erst in den 1950ern drastisch an und erreichte 1970 87,6 %.

Laut dem Bericht des Generalgouverneurs von 1939 waren nur 30 % der Studenten der Keijo Kaiserlichen Universität, der einzigen Universität in Korea, Koreaner und 70 % Japaner. Zum akademischen Studium mussten junge Koreaner nach Japan auswandern.

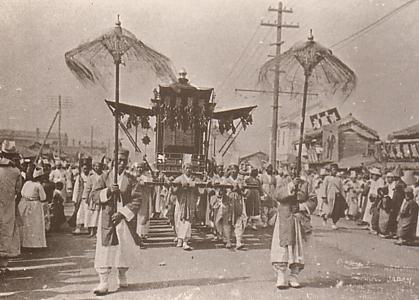
Grabesprozession für König Gojong

Die Regierungszeitung Keijō Nippō bezog folgendermaßen Standpunkt zu den Ereignissen der gewaltsamen Unterdrückung der Bewegung des 1. März:
Koreans believe that after the President of the United States [Woodrow Wilson] established the League of Nations, even small and weak countries would avoid the domination of Great Powers, and be able to maintain their national independence. How foolish they are! Ah, [you] pitiful Koreans! You are governed by evil thoughts... Awake! Awake! ...If you do not have an understanding of the situation of the world, you will be doomed to perish.
Im Januar 1920 veröffentlichte Generalgouverneur Saitō in der Zeitschrift The Independent eine vierseitige Erklärung, in der er behauptete, die Koreaner hätten die Proteste übertrieben oder völlig gelogen. Er behauptete, Japan habe „keinen anderen Wunsch, als die Lage des koreanischen Volkes zu verbessern“. Er werde eine Regierung schaffen, die so gut sei, dass die Koreaner ihre Identität aufgeben würden, um echte Japaner zu werden. Seine Regierung veröffentlichte eine Reihe von englischsprachigen Texten über Korea, wie Pictorial Korea und Educational Korea, die diese Botschaften verbreiteten. 

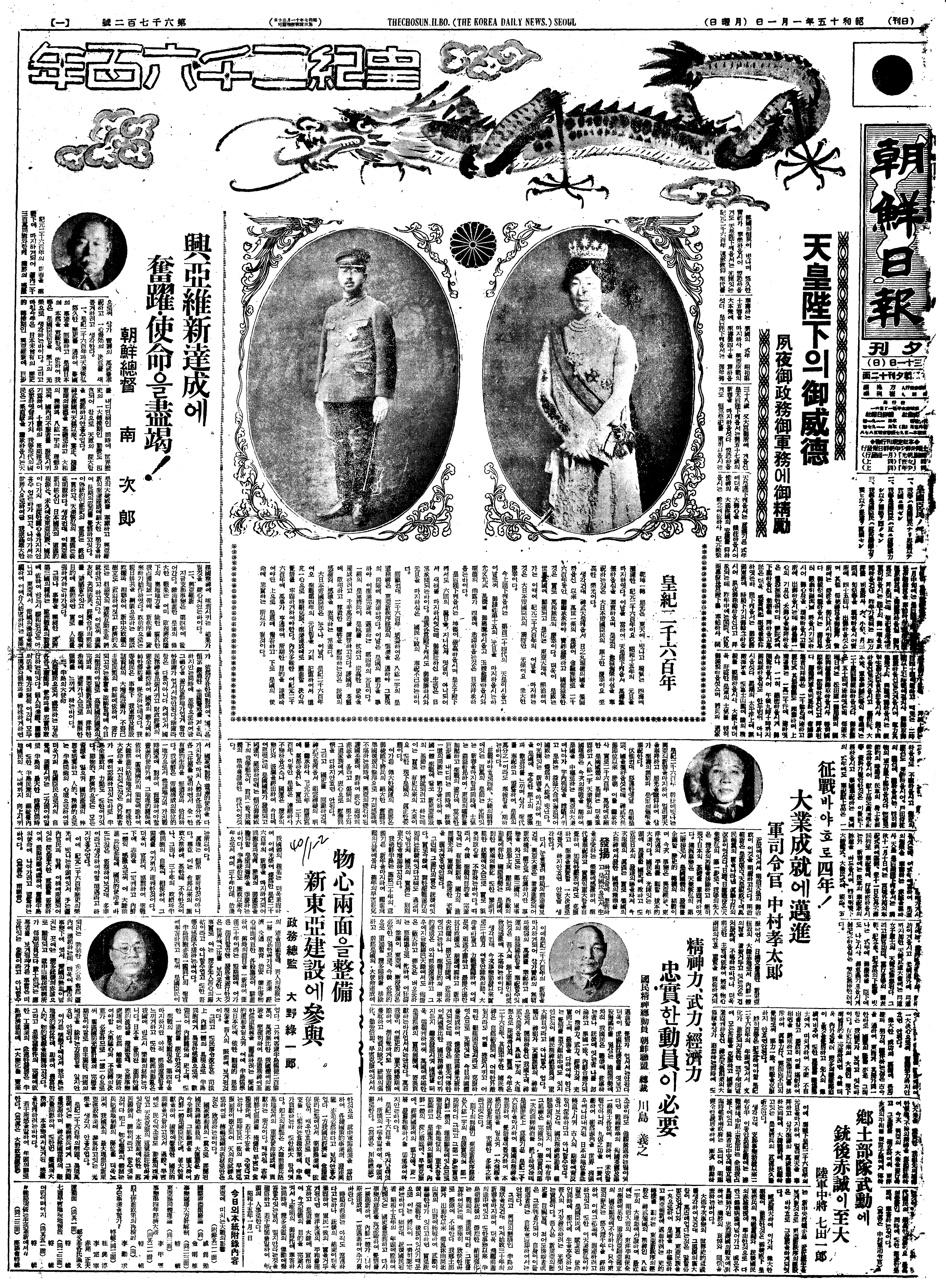
Abbild des Tagesblattes der am 5. März 1920 erstmals erschienen Chosun Ilbo vom 1. Januar 1940. Die Zeitung erschien in koreanischer Sprache.

Im August wurde Saitō Makoto zum neuen Generalgouverneur ernannt. Laut eigenen Aussagen förderte er die Wohlfahrt und wollte dem Glück der Einwohner Chōsens dienen. Vorübergehend wurde wieder die koreanische Sprache als Unterrichtssprache zugelassen und einige Koreaner wurden an der Verwaltung des neuen Generalgouverneurs beteiligt. Zwar wurde danach die Polizei um 10.000 Mann aufgestockt, dafür aber die japanische Militärpolizei durch eine zivile Polizei ersetzt. Auch der Pressebereich war von den Erleichterungen betroffen. Im Laufe der 1920er Jahre erhöhte sich die Zahl der koreanischsprachigen Zeitungen auf fünf, darunter die 1920 in Seoul begründeten Tageszeitungen Dong-A Ilbo (jap. Tōa Nippō, dt. „Ostasiatische Tageszeitung“) und Chosun Ilbo (jap. Chōsen Nippō, dt. „Koreanische Tageszeitung“), die aber selbstverständlich unter japanischer Zensur standen. 1924 erscheint die erste Frauenzeitschrift Shin-Yeoseong (dt. „Das neue Frauenmagazin“), um die Geschlechtergleichheit zu verbessern und bestehende konfuzianische Geschlechterrollen zu hinterfragen. Shin-Yeoseong wurde monatlich von Gabyeoksa zwischen 1923 und 1934 veröffentlicht und stellte die aus Meiji-Japan stammende Redewendung “Wise Mother, Good Wife” (良妻賢母) in Frage, da sie das traditionelle Rollenbild der Frau als Mutter und häusliche Ehefrau idealisiert, welches von der Besatzungsmacht gefördert wurde.
Der Staats-Shintō wurde als Religion eingeführt. Die tägliche Teilnahme an den Tempelritualen wurde ab 1925 Pflicht, dies galt vor allem für Schüler und Studenten. Der Generalgouverneur Saito Makoto behauptete, dass der Besuch der Shintō-Schreine nicht der Annahme dieser Religion diene, sondern die Schreine den Vorfahren gewidmet seien und der Besuch daher einen „patriotischen Akt“ darstelle. Ab 1935 wurde der Druck zur Teilnahme erhöht, sodass einige christliche Schulen aus Protest selbst schlossen. Bei einigen koreanischen Eltern wiederum gab es Bedenken gegen solche Protestmaßnahmen, da sie den Zugang ihre Kindern zu Bildung gefährdet sahen. Aufgrund dieser Ablehnung unter den Eltern soll Saitos Erklärung 1937 nun auch von den christlichen Schulen akzeptiert worden sein, der Unterricht damit fortgesetzt.

#### Systematische Zerstörung von Kulturgütern

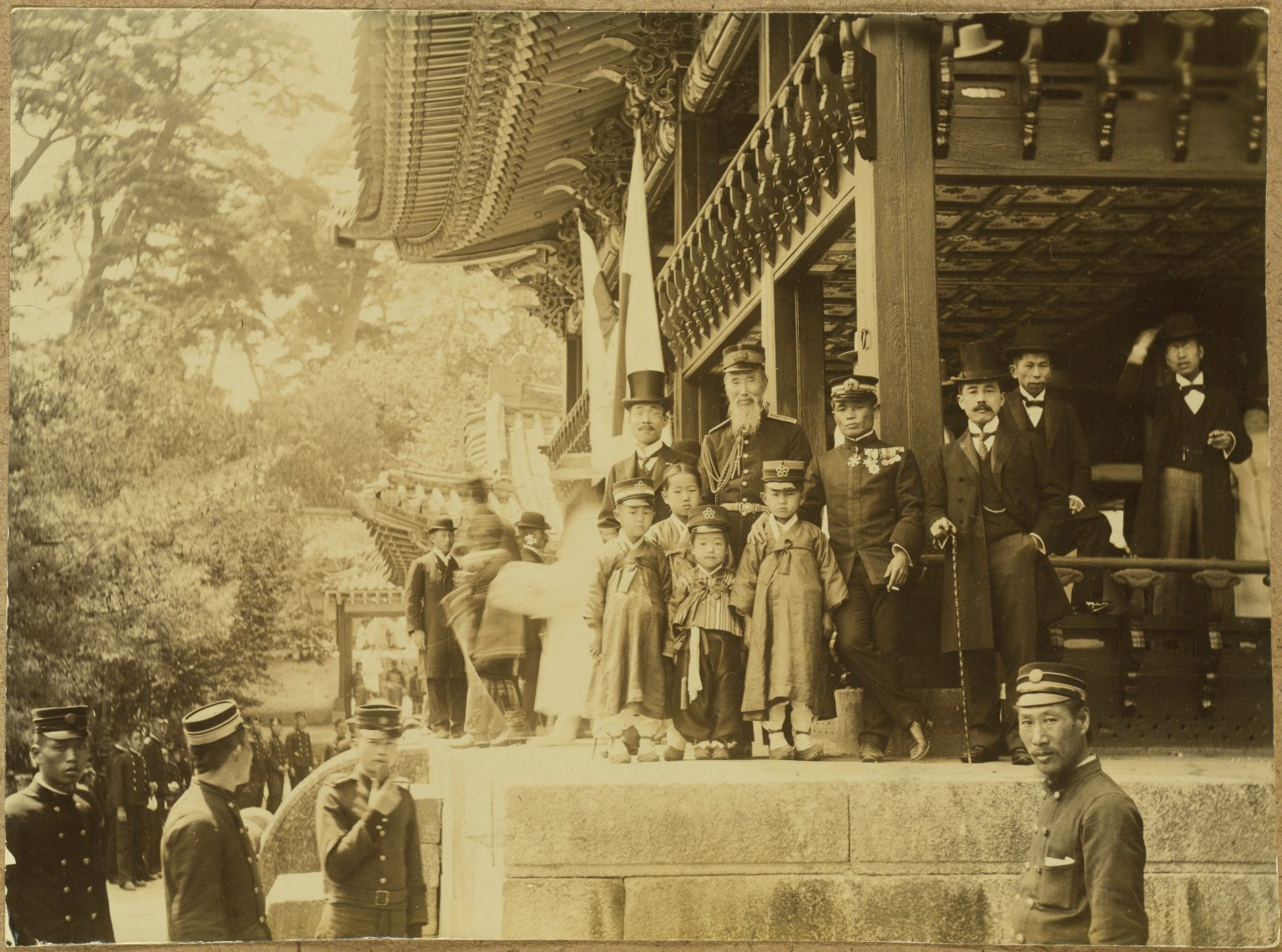
Koreanische Kinder mit einigen Würdenträgern, Changdeokgung, 1904

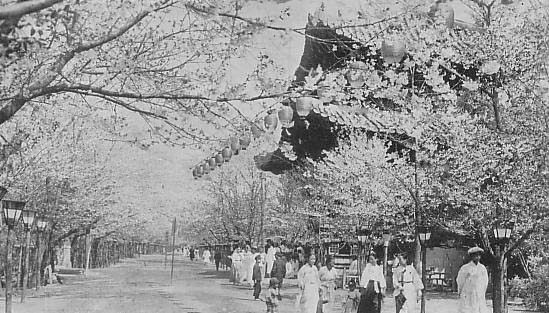
Der Shōkei-Park von 1930

Auf dem Gelände des zuvor teilweise abgerissenen Königspalastes Gyeongbeokgung (umbenannt in Keifukukyū) wurde die Residenz des Generalgouverneurs errichtet, der nicht nur die Blickachse zwischen Palast und Stadt zerstörte, sondern auch den geomantisch wichtigen Energiestrom vom nördlichen Gebirge Bukhan in die Hauptstadt unterbrach. Den von der Provinzregierung für das Parlament und Nationalmuseum genutzten Bau riss Südkorea fünfzig Jahre nach Ende der Besatzung am 15. August 1995 ab. Auf dem Gelände des 1419 errichteten Königspalastes Changgyeonggung (jap. Shōkeikyū) musste 70 % des Palastkomplexes einem modernen Zoo weichen, der mit einem Botanischen Garten (dem sogenannten Shōkei-Park) und einem Museum eingerichtet wurde. Die südkoreanische Regierung ließ 1983 den Zoo und den Botanischen Garten entfernen.
Die japanischen Besatzer zerstörten rund 200.000 historische Dokumente, um sämtliche Erinnerungen an die koreanische Geschichte auszulöschen. Aufgrund der misslungenen Rückführung der Artefakte durch die USA nach der Befreiung befinden sich bis heute noch viele historische Gegenstände in japanischen Museen und in den Händen von japanischen Privatbesitzern.
Dennoch gab es immer wieder Widerstand, insbesondere gegen Übergriffe von Besatzungsseite: Als sich am 30. Oktober 1929 junge Japaner in Gwangju an koreanische Schülerinnen heranmachten, kam es zu einem Handgemenge mit Koreanern. Als die Koreaner verurteilt wurden, die Japaner aber straffrei ausgingen, kam es zu Unruhen an den Schulen. Von den 54.000 beteiligten Schülern wurden 1.642 inhaftiert, 2.330 wurden vorläufig der Schule verwiesen, 582 mussten endgültig die Schulen verlassen. Zwanzig Jahre nach Beginn der Besatzung zeigt dies den Fehlschlag der japanischen Bemühungen, Korea gewaltlos für sich zu gewinnen.
Die Repression erreichte ihren Höhepunkt mit dem Generalgouverneur Minami Jirō, der die Anstrengungen, die koreanische Ethnie, Sprache und Kultur auszulöschen, intensivierte, um die „Japanische Kultur und Denkweise“ einzuführen. Die unter der Parole „Naissen ittai“ (内 = innen, Japan; 鮮 = Korea; 一 = eins; 体 = Leib) durchgeführte Politik der totalen Assimilation sollte die für den seit dem Angriff auf Pearl Harbor an mehreren Fronten geführten Kriege erforderlichen Ressourcen vor allem an Menschen für Militär und Industrie sicherstellen. Generalgouverneur Minami erläuterte in einer Rede aus dem Jahr 1939 die Parole „Naissen ittai“ wie folgt: „Korea und Japan müssen eins werden in Gestalt, im Geist, im Blut und im Fleisch“; Ziel sei letztlich eine völlige Gleichschaltung der Koreaner mit den Japanern, jede Differenzierung wie auch Diskriminierung zwischen den beiden Völkern würde abgeschafft werden. Andererseits wusste Minami, wie aus einer Rede 1942 in Tokio ersichtlich ist, von den Schwierigkeiten bei der Durchführung: „Die Koreaner sind in Bezug auf Weltanschauung, Mitmenschlichkeit, Bräuche und Sprache ein völlig anderes Volk. Daher muss die japanische Regierung im vollen Bewusstsein dieser Tatsache die Kolonialpolitik entwerfen.“ Dahinter stand die Überzeugung, „dass die Japaner, zu denen die Koreaner stets aufzuschauen haben, immer einige Schritte voraus sein müssen. Denn die Japaner sind berufen, die Koreaner immer zu lehren und zu führen, und diese sollen mit Dankbarkeit und Gehorsam den vorausschreitenden Japanern folgen.“ Ab 1938 war der Gebrauch der koreanischen Sprache nun auch im privaten Bereich untersagt und durch ein Spitzelwesen bis in den familiären Bereich gesichert. Zugleich wurde die koreanische Tracht verboten und allein westliche oder japanische Kleidung war erlaubt.
Am 10. November 1939 wurde die sogenannte Soshi-kaimei (創氏改名) Politik eingeführt und Koreaner waren gezwungen, einen Klassisch Chinesischen Nachnamen anzunehmen, ähnlich wie Japaner bereits einen hatten. Zuvor war es illegal für Koreaner gewesen, einen Japanischen Namen anzunehmen, um Verwechslungen mit Japanern zu vermeiden. Ab dem 11. Februar 1940 wurden Koreaner gezwungen ihren Vornamen ebenfalls in einen Japanischen zu ändern. Bis Mitte Mai 1940, vier Monate nach der Umsetzung der Umbenennung, waren nur 7,6 % der insgesamt 4.280.700 Haushalte umbenannt worden. Bei Verweigerung kam es oft zu einer Notiz an die Lehrer und folglich aktiver Diskriminierung in Schulen, zur Benachteiligung bei Beförderungen, zur Verweigerung von Lebensmittelrationen und zur Verpflichtung zum Wehrdienst bzw. zur Zwangsarbeit. Jedoch blieben die Versuche, die Namensänderung zu forcieren, erfolglos und wurden nach der Befreiung wieder rückgängig gemacht. Bis zum Ende der japanischen Herrschaft blieb die Ehe zwischen Koreanern und Japanern illegal.
Aufgrund des Siegs der Alliierten und der Befreiung nach 1945 konnte die Politik der Auslöschung und Japanisierung nie vollendet werden.

### Bildung
Vom Generalgouvernement wurde nie die Schulpflicht eingeführt und die Investitionen in Bildungsinfrastruktur blieben aus, weshalb die Alphabetisierungsrate zwischen 1910 von etwa 17–20 % auf 22 % im Jahr 1945 stagnierte. Erst in den Jahren nach der Befreiung stieg sie von 20 % auf über 87,6 % im Jahr 1970.

### Wirtschaftliche Ausbeutung
Seit der Öffnung Koreas für den japanischen Handel durch die Verträge von 1876 war der Außenhandel Koreas immer mehr von ausländischer Monopolisierung betroffen. Nach 1910 wurde die im Konfuzianismus geringgeschätzte Tätigkeit des Handels auch innerhalb Koreas für Koreaner verboten und nur Japaner waren zugelassen. Jeder Handel war also bis 1945 in japanischer Hand. Nach 1911 existierten 110 Unternehmen, die in Handel und Industrie tätig waren, davon waren 101 in japanischem Besitz, hinzu kamen 19 japanische Unternehmen mit Niederlassungen in Korea. Die japanische Monopolisierung der Wirtschaft wurde verstärkt durch die Schließung von zwei größeren und erfolgreichen koreanischen Unternehmen, der „Korean Land and Maritime Transportation Company“ und der „Korea Hide Company“ sowie durch die Verstaatlichung – sprich Japanisierung – der Ginseng-Produktion und der Bergwerke.
Neben der Assimilierung trat die wirtschaftliche Ausbeutung des Landes in den Vordergrund: Bodenschätze hat nur der nördliche Landesteil in nennenswertem Umfang zu bieten. Japan sah Korea als ein landwirtschaftliches Hinterland vor, das das überbevölkerte, auf Lebensmittelimporte angewiesene Japan und seine große städtischen Fabrikarbeiterbevölkerung zu ernähren hatte.

#### Landwirtschaft
Dementsprechend wurde die koreanische Landwirtschaft in den dreißiger Jahren zunehmend auf den Anbau von Reis ausgerichtet, während die traditionelle bäuerliche Landwirtschaft mit Gemüse, Rettich, Knoblauch und Frühlingszwiebeln, ein wenig Viehhaltung (zur Selbstversorgung und als Pachtabgaben) und – soweit möglich – Seidenzucht verdrängt wurde. Schon 1919 (Korea hatte etwa 17 Mio. Einwohner) wurde 1/6 der koreanischen Reisproduktion (64,7 Mio. Reisbüschel) für japanische Zwecke eingezogen, bevor japanische Planvorgaben die Änderung einleiteten. Die Reisanbauflächen wurden von 3,68 Mio. Acres (1919) auf 4,29 Mio. acres ausgeweitet, während die gesamte landwirtschaftliche Anbaufläche von 10,8 auf etwas mehr als 11 Mio. acres ausgeweitet wurde und die koreanische Bevölkerung von 17 auf knapp 23 Mio. Personen anwuchs. Ohne dass die Plansolls zur Steigerung des Reisertrags um knapp 75 % auch nur ansatzweise erreicht worden wären, wurde der Export nach Japan planmäßig gesteigert. So wurde um 1933 mehr als die Hälfte der koreanischen Ernte nach Japan abgeführt.
Die Reis-Monokulturen führten zudem zu einseitiger wirtschaftlicher Abhängigkeit der Bauern, die bei Missernten oder nur Mindererträgen in Existenznot gerieten, zumal zu den Pachtabgaben Kosten für Dünger und Transport traten. Dies führte zu vielen Hofaufgaben, 1939 betrieben allein 340.000 Haushalte ihre Höfe als „Nomadenwirtschaft“ mit Brandrodung in abgelegenen Berggegenden.
Zwischen 1910 und 1918 wurden Katastervermessungen durchgeführt, moderne Landregistrierungsmethoden eingeführt und das Steuersystem des koreanischen Kaiserreichs überarbeitet. Die Besatzungsverwaltung wurde durch die Oriental Development Company der größte Grundbesitzer und führte Maßnahmen ein, um die Reisproduktion zu erhöhen. Jedoch hinkte der Produktionswachstum dem ansteigenden Export hinterher und es kam zu einem Nettoverlust des pro-Kopf Reiskonsums innerhalb Koreas. Koreanische Großgrundbesitzer, die einzigen Koreaner mit nennenswertem Kapitaleigentum, wurden im Zuge von „Landreformen zur Abschaffung des Feudalismus“ kompensationslos enteignet und das Land wurde an Privatpersonen mit ausreichendem Kapitalbesitz auktioniert, die zumeist Japanische Industrielle waren. Dasselbe geschah auch für freie Kleinbauern.
Der Anteil an landwirtschaftlicher Pacht nahm stark zu und die Abgaben betrugen 70–80 Prozent der Ernte.
Auch die koreanische Fischerei wurde von japanischen (Klein-)Unternehmen übernommen, die zu 90.000 jährlich in koreanischen Gewässern fischten; 30.000 von ihnen wurden in Korea sesshaft. Ähnliches gilt für die koreanische Forstwirtschaft.

#### Industrie
Die industrielle Ausbeutung rückte erst in den zwanziger Jahren in den Vordergrund: Niedrige Löhne und lange Arbeitszeiten versprachen Investoren im Bereich der Energiewirtschaft (Wasserkraft) und der chemischen Industrie (für Düngemittel und Munition) hohe Renditen. Entsprechend dem militärischen Bedarf vervierfachte die chemische Industrie seit 1925 ihre Produktion, zudem wurden vor allem im Norden Koreas Stahl, Kohle, Wolfram und Blei gewonnen. Die industrielle Belegschaft stieg von 50.000 Arbeitern (1911) auf 1,5 Mio. Arbeiter (1945), die meisten davon zwangsverpflichtet.
Die schlechten Arbeitsbedingungen und die niedrigen Löhne führten zu einer erhöhten Gewerkschaftsbeteiligung und Mitgliedschaft in sozialdemokratischen und kommunistischen Parteien. 1929 kam es zum Wonsan Generalstreik, dem längsten Arbeitskampf im besetzten Korea mit einem monatelangen Konflikt zwischen den Unterstützern des Wonsan Gewerkschaftsbundes und den Industriellen und Investoren, die von der Besatzungsverwaltung rechtlich unterstützt wurden. Nach Ende der Besatzung bildete sich der Nationale Gewerkschaftsrat Koreas (조선노동조합전국평의회) als eine der bedeutenden politischen Kräfte des Landes heraus, mit über 500.000 Mitgliedern.

### Militär

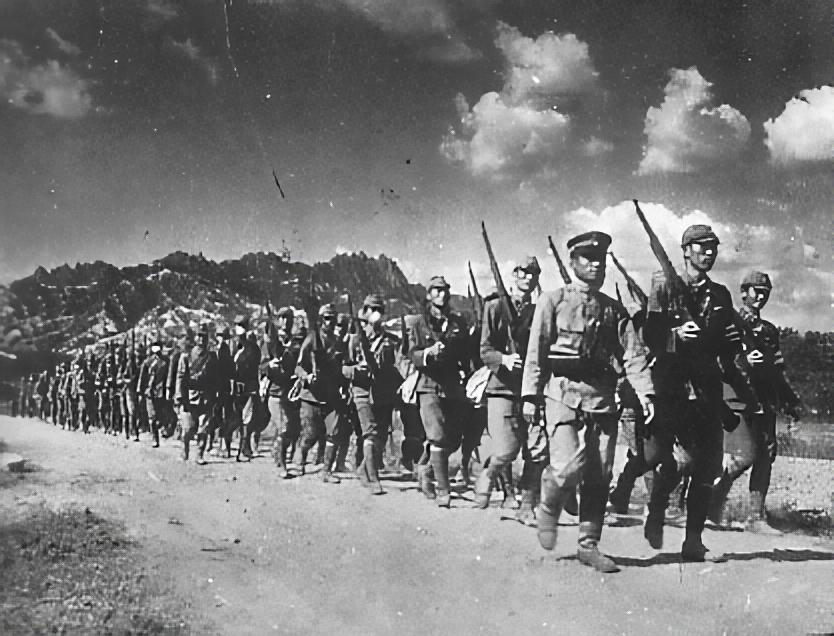
1943: Eine Infanterieeinheit der Kaiserlich Japanischen Armee bestehend aus koreanischstämmigen Japanern, welche sich meistens nicht freiwillig zum Militärdienst gemeldet hatten.

Nach der Eingliederung Koreas wurde ein großes Aufgebot an Militärpolizei aufgestellt. Daneben wurde die Chōsen-Armee als Besatzungsarmee des Kaiserlich Japanischen Heeres für Korea zuständig. 1915 wurden aus der Bevölkerung Chōsens Rekruten für die 19. und 20. Division ausgehoben, die beide bis 1937 in Chōsen verblieben.
Das japanische Militär rekrutierte ab dem 22. Februar 1938 koreanischen Männer. Diese wurden insbesondere in der Infanterie eingesetzt. Anfangs war man hier aufgrund Annahmen über die Loyalität von Koreanern sehr zurückhaltend und nahm nur sehr wenige der Freiwilligen auf, so etwa 1938/39 nur 1.280 von 15.294 Kandidaten. Dies änderte sich aber nach dem Ausweiten des Krieges auf den gesamten Pazifikraum. Im Zuge der Arbeitsmobilisierung wurden etwa 50.000 koreanischen Personen der oben erwähnten knapp 350.000 Zwangsarbeiter zum Militärdienst eingezogen, trotz erheblicher Bedenken bezüglich ihrer Zuverlässigkeit.
Stark war auch der Druck auf die 6500 koreanischen Studenten (1943) (Ausnahmen: Medizin und technische Fächer) in Japan, von denen 5000 in die Kaiserlich Japanische Armee eingezogen wurden. Auch gab es Koreaner, die sich freiwillig zum Militärdienst meldeten in der Hoffnung, sich dem Widerstand anschließen oder einem zukünftigen freien Korea dienen zu können. Die Militärkadetten und Offiziere des koreanischen Kaiserreichs schlossen sich größtenteils der Exilregierung bzw. anderen Widerstandsgruppen an.

### Koreanischer Widerstand
Nach dem Zusammenbruch der Freiwilligenarmee 1915 in der Mandschurei bildete sich ab 1920 unter Mitwirkung der „Koreanischen Provisorischen Regierung“, die 1919 nach dem Vorfall des ersten März in Shanghai gegründet wurde, dort eine regelrechte Armee, die einerseits gegen die japanische Besetzung im Gebiet der fernöstlichen Region von Sowjetrussland kämpfte und nach der Vertreibung der Japaner zwangsweise in die Rote Armee aufgenommen wurde, andererseits erfolgreicher in der Mandschurei gegen die Kwantung-Armee kämpfte, so in der viertägigen Schlacht bei Cheongsan-ri im Oktober 1920.
Die Eroberung Nordchinas im und nach dem zweiten japanisch-chinesischen Krieg schnitt den Nachschub für die Koreanische Freiwilligenarmee ab. Es blieb nur noch die Möglichkeit zu Attentaten aus dem Untergrund, insbesondere durch die von dem Präsidenten der Exilregierung Kim Gu (seit 1927) 1930 ins Leben gerufene „Koreanische Patriotische Legion“:
- erfolgloses Granaten-Attentat am 8. Januar 1932 auf den japanischen Kaiser Hirohito in Tokio durch Lee Bong-Chang
- Bombenanschlag am 28. April 1932 in Shanghai durch Yoon Bong-Gil auf die militärische Führung der Invasionstruppen in China, dem u. a. die Oberbefehlshaber der Flotte Admiral Kichisaburō Nomura und des Heeres Yoshinori Shirakawa zum Opfer fielen.

Nach 1933 ließ Chiang Kai-shek koreanische Kadetten zur chinesischen Militärakademie zu, erstmals wurde so seit 1905 wieder die reguläre Ausbildung koreanischer Offiziere möglich.
Erst nach dem japanischen Angriff auf Pearl Harbor, nach dem die Exilregierung am 9. Dezember 1941 Japan und Deutschland den Krieg erklärte, gelang ihr unter Kim Gu, sich aus dem chinesischen Exil international Gehör zu verschaffen mit dem Euro-American Liaison Committee in Washington. Sie entsandte Beobachter zur Konferenz von Kairo 1943 und auf Vorschlag von Chiang Kai-shek wurde dort in die Kairoer Erklärung der Plan für die zukünftige Unabhängigkeit und Selbstständigkeit Chōsens integriert. In der Folge wurde auch in Zusammenarbeit mit dem US-amerikanischen OSS-Spezialeinheiten in der pazifischen Region ausgebaut mit dem Ziel eines Einsatzes auch bei der Eroberung Chōsens.
Nach 1943 gelang die Bildung regulärer koreanischer Einheiten, welche auf Seiten der Alliierten an der chinesischen Front und im pazifischen Krieg kämpften; daneben gehörten koreanische Emigranten und Deserteure aus der japanischen Armee als Individuen und Gruppen einzelnen Armeen der Alliierten an, so auch die kommunistischen Gruppen um Kim Il-sung, der als Hauptmann Bataillonskommandeur bei der II. fernöstlichen Armee der Roten Armee diente.

### Ende der Besatzung
Ab Anfang August 1945 bereitete die japanische Verwaltung unter dem Generalgouverneur Abe Nobuyuki die Übergabe der kriegsbedingt längerfristig nicht mehr haltbaren Kolonie an die lokale Bevölkerung vor, um ein Machtvakuum zu verhindern und den eigenen Leuten einen geordneten Rückzug zu ermöglichen. Am 8. August erklärt sich Yuh Woon-hyung bereit, den Wiederaufbau einer koreanischen Selbstverwaltung einzuleiten und eine Regierung zu bilden: die Koreanische Volksregierung (KVR) mit Yuh Woon-hyung als Vizepremier.
Gegen Ende des Zweiten Weltkriegs gelang es den USA und der Sowjetunion nicht, Einigkeit über die Zukunft Koreas zu erzielen. Zwar war schon in der Kairoer Erklärung von 1943 festgelegt worden, dass Korea nach der Kapitulation Japans einen unabhängigen Staat bilden sollte. Allerdings sollte dies erst nach einer gewissen Übergangszeit („in due course“) erfolgen, da beide Seiten der Meinung waren, dass das Land nach Jahren der Fremdherrschaft politisch und wirtschaftlich komplett wiederaufgebaut werden müsse. Die Sowjetunion nahm schließlich den Vorschlag der USA an, Korea vorläufig entlang des 38. Breitengrads in zwei Besatzungszonen zu teilen. Die nördliche Zone sollte unter sowjetische Verwaltung gestellt werden, die südliche Hälfte unter US-amerikanische. Anfangs hatten die US-Amerikaner die Halbinsel vollständig den Sowjets überlassen wollen.

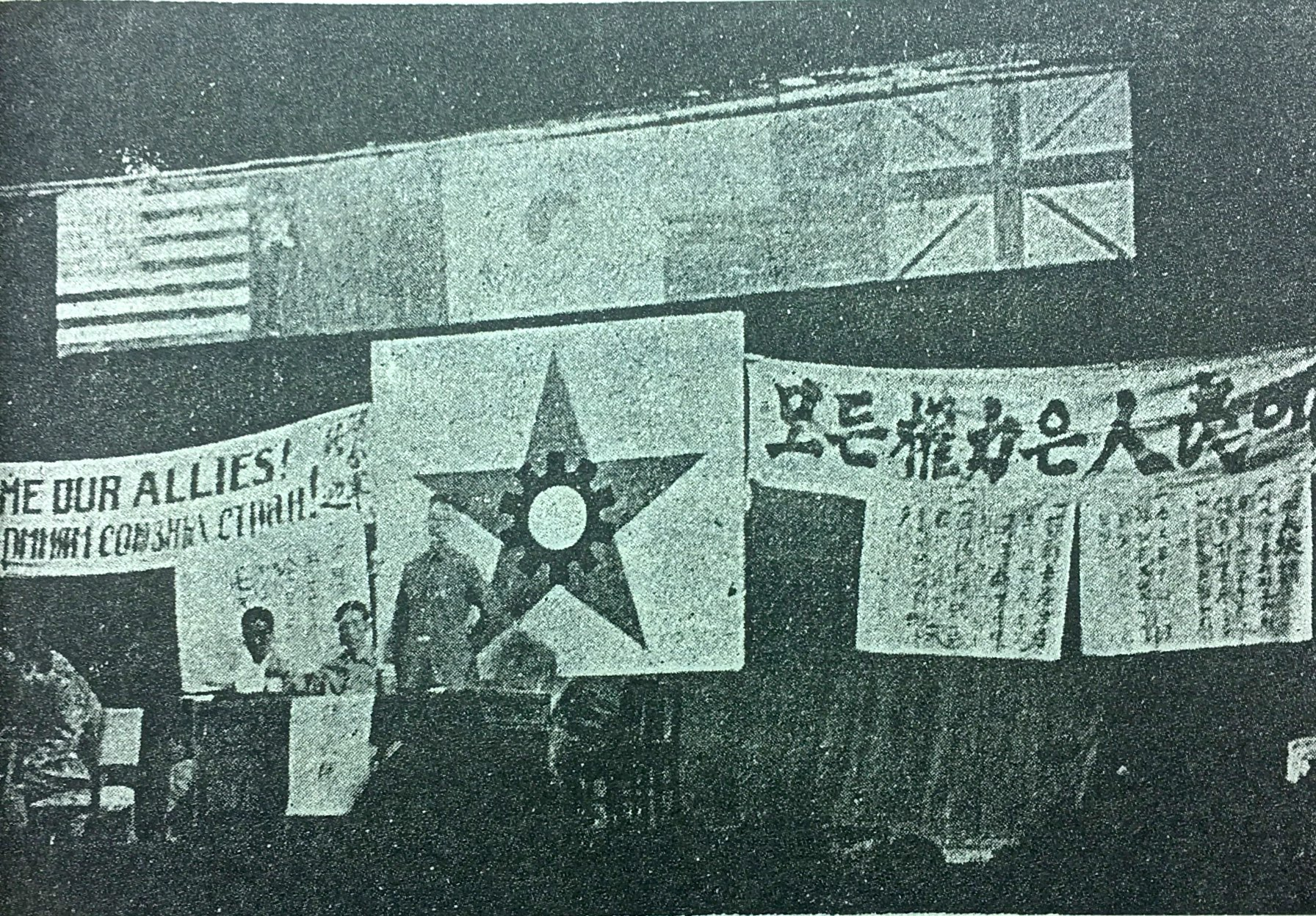
Versammlung des Nationalen Gewerkschaftsrat Koreas

Am 8. August 1945 erklärte die Sowjetunion Japan den Krieg, nachdem bereits am 5. April 1945 der Neutralitätspakt mit Japan gekündigt worden war. Die Rote Armee führte die sowjetische Invasion der Mandschurei durch und beseitigte den japanischen Marionettenstaat Mandschukuo, kam dann aber noch vor der Koreanischen Halbinsel zum Stehen, weil ihr Treibstoff nicht reichte. Auch die koreanische Befreiungsarmee erreichte von China aus nicht die Halbinsel, als am 15. August 1945 nach den Atombombenabwürfen auf Hiroshima und Nagasaki die Kapitulation Japans durch Tennō Hirohito bekanntgegeben wurde.

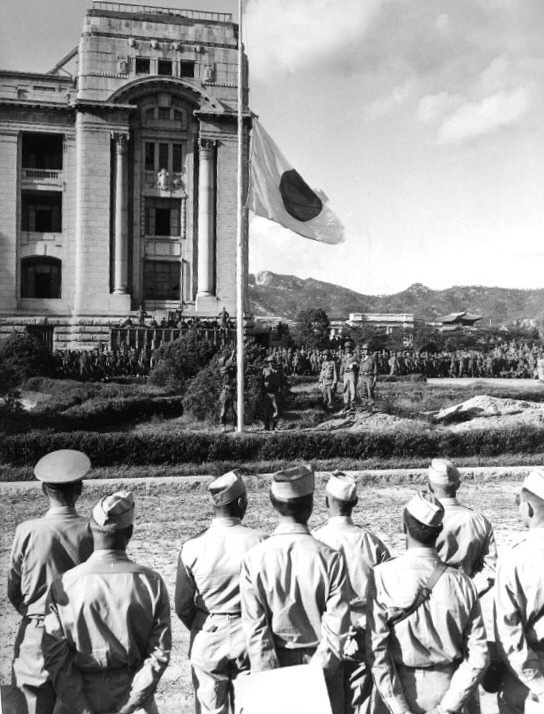
Mit dem Einholen der Japanischen Flagge am 9. September 1945 vor dem Sitz des Generalgouverneurs in Keijō wurde die offizielle Verwaltungsübergabe des südlichen Teiles der Provinz Chōsen (Südkorea) an die US-Amerikaner vollzogen.

Nach der Kapitulation Japans besetzte die Rote Armee den Norden der Provinz und richtete dort noch im August 1945 eine sowjetische Zivilverwaltung ein. Die US-Amerikaner hingegen, unter General John R. Hodge, landeten erst am 8. September in Jinsen, um den südlichen Teil zu besetzen. Nach einem Vorschlag Dean Rusks mussten sich alle noch in der Kolonie verbliebenen japanischen Militärangehörigen nördlich des 38. Breitengrads der Roten Armee, südlich desselben der US-Armee ergeben. Beide Besatzungsmächte lehnten eine koreanische Selbstverwaltung zunächst ab.
Während das besetzte Japan und der Norden Zivilverwaltungen unterstellt wurden, errichteten die USA in ihrer südlichen Besatzungszone eine Militärregierung. Abe, der am 9. September versucht hatte, sich das Leben zu nehmen, sich dann aber den US-Amerikanern ergeben hatte, wurde erst am 12. September 1945 aus seinem Posten als Generalgouverneur entlassen.
Seit der Kapitulation bis zu diesem Zeitpunkt hatte die KVR unter japanischer Aufsicht die Verwaltung der Provinz übernommen. Die amerikanischen Militärregierung erwägte danach noch, japanische Beamte in ihren Ämtern zu belassen, da diese sich bestens in ihrer Kolonie auskannten.
Heutzutage betrachtet man sowohl in Nord- als auch in Südkorea den 15. August 1945 als Tag der Unabhängigkeit.

## Japanische Übergriffe

### Zwangsarbeit
Ab 1938 wurden im Zuge dieser Arbeitsmobilisierung hunderttausende junger Leute und erfahrenen Arbeitern beiderlei Geschlechts zwangsweise im Nationalen Arbeitsdienst organisiert, der etwa 750.000 Einheiten umfasste, und mussten – ähnlich den Zwangsarbeitern aus ganz Europa in Deutschland – im gesamten Gebiet des Japanischen Kaiserreichs in Bergwerken und Fabriken die für den Militärdienst benötigten japanischstämmigen Männer ersetzen. Dort waren sie in ihrer geringen Freizeit gezwungen, Shintō-Schreine zu besuchen und dort für den Erfolg der geheiligten Mission Japans in Asien und für den Sieg über den Westen zu beten. Es wird angenommen, dass es zwischen 1930 und 1945 etwa zwei Millionen Zwangsarbeiter gab. Am Tag der Kapitulation lebten ca. 2,3 Millionen Koreaner auf den Japanischen Hauptinseln, weit mehr als 30 % der Opfer der Atombombenabwürfe auf Hiroshima und Nagasaki waren koreanische Zwangsarbeiter: 40.000 von 140.000 Toten und 30.000 verstrahlte Opfer.
Die in Korea verbliebene Bevölkerung wurde gleichzeitig in Nachbarschaftstrupps organisiert, die jeweils 10 Haushalte umfassten und für die Provinzregierung das Eintreiben der Steuern und anderen Abgaben übernahm. Während so der in Korea angebaute Reis als Naturalabgabe eingetrieben wurde – wie im vormodernen Japan üblich – verteilten diese Nachbarschaftstrupps Gerste und andere, mindere Nahrung zur Ernährung an die Bevölkerung. Gleichfalls der Ausbeutung dienten auch regelmäßige Veranstaltungen wie der um 1937 ins Leben gerufene „patriotische Tag“ und der „Tag im Dienste des Aufstiegs Japans“, die 1939 vereint werden: der erste Tag jeden Monats war der gemeinsamen Fronarbeit der Bevölkerung Koreas für den Zweiten Weltkrieg gewidmet.
Besonders ab 1940 und nochmals verstärkt ab Oktober 1943 verschärft sich die Assimilierungspolitik als auch die politische Repression: Tausende werden als „Gedankenverbrecher“, „nicht erwünschte Personen“ und „Rebellen“ verurteilt und inhaftiert.

### Zwangsprostitution bzw. Trostfrauen
Aus Korea wurden viele tausend junger Mädchen und Frauen an die Fronten verschleppt und dort in Soldatenbordellen jahrelang reihenweise vergewaltigt; diese Kriegsopfer werden euphemistisch „Trostfrauen“ genannt. Historiker schätzen, dass die Zahl der Trostfrauen zwischen 10.000 und 200.000 schwankte und sogar japanische Frauen einschloss. Den Zeugenaussagen der Opfer zufolge gibt es Fälle, in denen japanische Beamte und lokale Kollaborateure arme Frauen aus dem ländlichen Korea und anderen Ländern entführt oder in die sexuelle Sklaverei rekrutiert haben, unter dem Versprechen, ihnen Arbeit in den Fabriken anzubieten. Es gibt Hinweise darauf, dass die japanische Regierung absichtlich offizielle Berichte über „Trostfrauen“ vernichtet hat. Sie lebten nach dem Ende des Zweiten Weltkriegs häufig in Japan wie in ihrer koreanischen Heimat als Verfemte und Versteckte. Erst Demonstrationen in den 1990er Jahren und die Gründung des privaten japanischen Asia Women’s Fund nach Geständnissen ehemaliger japanischer Offiziere machten ihr Schicksal für eine breitere Öffentlichkeit publik. Da die japanische Regierung bis heute keine staatliche Verantwortung anerkennt und die Regierungsarchive nicht öffnet, ist man bei der Beurteilung der Zahlen auf Schätzungen angewiesen, die (insgesamt für ganz Asien) von 50.000 bis 300.000 reichen, von denen ein großer Teil aus Korea stammen soll.

## Die Entwicklung zu zwei getrennten Staaten

### Koreanische Selbstverwaltung versus UN-Mandat
Die Außenministerkonferenz vom 14. bis 23. Dezember 1945 in Moskau beschloss eine vier- bis fünfjährige Treuhänderschaft und eine vorläufige Regierung unter US-Betreuung.
Die US-Regierung wollte die der kommunistischen Infiltration verdächtigen Mitglieder der KVR wie auch nationalistische Kreise von jeder Macht fernhalten. Daher verbot nach der Verwaltungsübernahme durch US-Amerikaner die US-Regierung die KVR und ihre Strukturen.
Andererseits erkannte sie aber auch die aus dem Exil zurückkehrende KPR (Daehan Min-guk Imsi Jeongbu) mit ihrem Präsidenten Kim Gu nicht als koreanische Vertretung an, ihre Delegation wies der US-Oberbefehlshaber Hodge nach seinem Eintreffen zurück.
Dennoch spielten die bis zur Gründung der beiden Koreas fortbestehende KPR und Kim Gu eine erhebliche Rolle, Hodge spielte ihn und den aus dem US-Exil zurückkehrenden Rhee Syng-man gegeneinander aus.
Der Zusammenschluss der beiden Kontrahenten Rhee und Kim vom 14. Februar 1945 sollte dementsprechend die „Kommunisten“ um Yeo Un-Hyeon von der Gründung einer umfassenden nationalen Allianz abhalten, was aber misslang: die Einigkeit der überparteilichen KPR zerbrach, ihr linker Flügel schloss sich der neuen Linksallianz an. Zudem stand Kim für Ämter in einem nicht selbständigen oder geteilten Korea nicht zur Verfügung.
Hintergrund war eine dramatische Änderung der Weltlage. Die spärlichen Erfolge der Moskauer Konferenz, die Streitigkeiten um das persische Aserbaidschan, die Streitigkeiten um China und Korea veranlassten den US-Präsidenten Harry Truman zu seiner berühmten Notiz, die mit dem Satz endete: “I’m tired of babying the Sovjets.” Diese Haltung steht für den Beginn der Containment-Politik und des „Kalten Krieges“.

### Zwischenkoreanische Streitigkeiten
Daher ist der Einfluss der koreanischen Kontrahenten auf das künftige Schicksal Koreas begrenzt, wenn auch der die Streitigkeiten begleitende Mord und Totschlag an (insgesamt) vier Parteivorsitzenden binnen vier Jahren keine Stabilität und parteiübergreifende Orientierung der Politik belegt. Dieser Zwist muss aber auch teilweise auf die Politik der US-Regierung zurückgeführt werden, die den leichter zu steuernden Rhee favorisierte und die Gründung zweier Staaten, davon wenigstens einer unter US-Einfluss, wollte. Parallelen zur folgenden Entwicklung in Deutschland sind überdeutlich.
Die Allianz zwischen Rhee und Kim zerbrach an der Frage der Treuhänderschaft und der von der US-Regierung betriebenen Gründung eines südkoreanischen Teilstaates. Der Versuch von Kim Gu, durch innerkoreanische Konferenzen am 25. Februar 1947 und 20. April 1948 mit Gruppen aus dem Norden unter Kim Il-sung die Entwicklung zur Teilung Koreas aufzuhalten, endete ergebnislos. Nach Wahlen am 10. Mai 1948 unter UN-Aufsicht in der US-Besatzungszone, an denen sich die linken Gruppierungen nicht beteiligten, wurde die Republik Korea (Südkorea) gegründet, die sich in der Nachfolge der Vorläufigen Regierung der Republik Korea (KPR) sieht. Die KDVR (Nordkorea) ging aus Strukturen der koreanischen Volksregierung (KVR) hervor, die die sowjetische Verwaltung in ihrem Teil Koreas nicht verboten, sondern beeinflusst und gelenkt hatte.
Bereits vor den Wahlen in Südkorea wurden aufgrund der herrschenden antikommunistischen Hysterie genozidähnliche Massaker an angeblichen Unterstützern linker Gruppierungen unter den Augen US-amerikanischen Militärregierung (USAMGIK) durchgeführt, wie nach dem Jeju-Aufstand von Bauern und Fischern auf Jeju-do. Auch nach der Konstituierung der südkoreanischen Regierung wurden die Massaker in Südkorea Anfang der 1950er Jahre fortgesetzt.

## Nachspiel
1948 entstand die Republik Korea (Südkorea), die sich in der Nachfolge der Vorläufigen Regierung der Republik Korea sieht, während die KDVR (Nordkorea) aus Strukturen der KVR hervorging, die die sowjetische Verwaltung in ihrem Teil Koreas nicht verboten, sondern beeinflusst und gelenkt hatte.
1965 normalisierte Südkorea unter Park Chung-hee in einem Vertrag seine Beziehungen mit Japan, wobei die südkoreanische Führung die Trostfrauen bei den Reparationsfragen gegen Japan aussparte. Die japanischen Regierungen der Folgezeit sahen und sehen alle Ansprüche Südkoreas gegen ihr Land als mit diesem Vertrag abgegolten an.
Das Erbe der Besatzungszeit belastet weiterhin das Verhältnis der beiden koreanischen Staaten mit Japan.